# Brachystegia lujae
Brachystegia lujae De Wild. ex Hutch. & Burtt Davy è una pianta della famiglia delle Fabacee (sottofamiglia Detarioideae), nativa dell'Africa.

## Distribuzione e habitat
Questa specie è un endemismo della Repubblica democratica del Congo.